# Александровка (Медынский район)
Александровка — деревня в Медынском районе Калужской области Российской Федерации. Входит в сельское поселение «Деревня Варваровка».
Расположена на реке Зазулинка. Рядом — деревня Кочубеевка (3,5 км) и Хвощи( 2 км)

## Население
| 2002 | 2010 |
| ---- | ---- |
| 0    | ↗2   |

## История
В 1782 году на картах не обозначена, место во владении князя Александра Александровича Урусова, при селе Адуевское.
В Списке населённых мест Калужской губернии упомянута как Новая Александровка, владельческая деревня Медынского уезда, расположенная по левую сторону от транспортного Верейского тракта при колодцах. В ней 13 дворов и 130 жителей.
После реформ 1861 года вошла в Глуховскую волость. Население в 1892 году — 142 человека, в 1913 году — 154 человека